# Andromaca (Zeno)
Andromaca è un libretto d'opera seria in cinque atti, scritto da Apostolo Zeno e musicato da Antonio Caldara.
L'opera fu rappresentata al Teatro della Favorita di Vienna il 28 agosto 1724, il giorno del compleanno dell'imperatrice Elisabetta Cristina, con le scenografie di Antonio Galli da Bibbiena.
Il testo recava in appendice una Licenza, panegirico in cui venivano magnificate le virtù della sovrana, « Augusta » tale che nel dipingerla « la lode al ver non giunge e ne dispera ».
L'Andromaca fu musicata, dopo che dal Caldara, da vari compositori; tra le versioni è celebre quella di Francesco Feo (1730). Rispetto ad altri drammi dello Zeno, l'opera ebbe una minor fortuna musicale, ma fu tra le più stampate e antologizzate.
Nell'Argomento posto come introduzione, l'autore rivela di essersi ispirato a due celebri omonime tragedie, quella di Euripide e quella di Racine, presentando tuttavia un dramma indipendente, con una trama e una struttura sensibilmente modificate.

## Trama

### Atto primo
Troia, dopo la guerra: nella città in rovina vivono segretamente Astianatte e Telemaco, figli rispettivamente di Andromaca e Ulisse. A loro, Andromaca non ha mai rivelato la vera identità - Telemaco fu rapito in fasce all'inizio del conflitto -, cosicché entrambi riconoscono in lei la madre e disprezzano l'astuto eroe di Itaca, il quale sta giungendo per uccidere Astianatte e ottenere vendetta, accondiscendendo inoltre al volere dei Greci, timorosi di dover un giorno affrontare nel fanciullo un nuovo Ettore.
Pirro, figlio di Achille e re dell'Epiro, tiene Andromaca in schiava ed è in procinto di sposarsi con Ermione, figlia di Menelao, ma è innamorato della vedova di Ettore e non vuole acconsentire a un matrimonio impetrato da tutta la Grecia. Ermione, allora, si reca da Andromaca ponendola di fronte a un bivio: la fuga da Troia o la morte. La donna troiana, che mantiene piena fedeltà verso il defunto marito e rigetta l'amore del sovrano, rifiuta tuttavia l'ipotesi dell'allontanamento, preoccupata per la salvezza del figlio e ostile ad un atto di codardia. Il principe troiano Eleno, intanto, manda a chiamare Pirro, avvisandolo del pericolo in cui si trova l'amata; questi sopraggiunge in aiuto della sua prigioniera.

### Atto secondo
Ulisse e Oreste giungono a Troia. Oreste spera di ottenere la mano di Ermione, che ama ricambiato, ma Ulisse cerca di distoglierlo dai suoi sogni, ricordando quali nozze voglia la Grecia. Il guerriero di Itaca si reca quindi da Pirro per esortarlo a compiere il suo dovere, ma il re dell'Epiro conferma le voci secondo cui egli ha disposto il rientro di Ermione in patria e il suo matrimonio con Andromaca.
Pirro, in seguito, rivela ad Andromaca di aver capito che Astianatte non è morto, come la madre vuole invece far credere; promette quindi di salvarlo dalla furia di Ulisse, qualora la donna ceda al suo amore. Andromaca si oppone tuttavia alle attenzioni del figlio di Achille - l'uccisore del marito - ed Eleno la convince a nascondere Astianatte e Telemaco nella tomba di Ettore.

### Atto terzo
Ermione chiede ad Oreste di manifestarle il suo amore vendicando il rifiuto di Pirro, che offre al figlio di Agamennone la donna in sposa. Ulisse riesce a smascherare Andromaca, a scoprire che il figlio è vivo e ad individuarne il nascondiglio. Tuttavia, grande è la sua sorpresa quando dall'avello escono due fanciulli. Uno di essi, gli rivela Andromaca, è Telemaco - creduto morto dal padre -, ma Ulisse non ha modo di identificarlo, poiché entrambi gli rivolgono parole di disprezzo. Ulisse è in preda all'incertezza; si sente intrappolato in un dilemma senza soluzione, conscio di dover rinunciare alla vendetta o al figlio, incorrendo parimenti in un sacrificio inaccettabile.

### Atto quarto
Ulisse, assistito dal fido Eumeo, riesce con uno stratagemma a smascherare Astianatte e, sotto gli occhi della madre disperata, ordina che il fanciullo sia condotto sulla torre di Ilio e fatto precipitare. Telemaco, però, è corso di nascosto ad avvertire Pirro, il quale giunge sulla scena minacciando di ucciderlo qualora Astianatte venga gettato dalla torre. Ulisse acconsente ad abbandonare i suoi propositi, purché Pirro sposi Ermione, relegando Andromaca e il ragazzo in terra desolata e lontana. Partito il re di Itaca, Pirro costringe Andromaca a convolare con lui a nozze, se non vuole essere privata del figlio.

### Atto quinto
Ermione, indignata per il prossimo rifiuto, incarica Oreste di uccidere Pirro. Il figlio di Agamennone, seppur riluttante, accetta di accontentare l'amata. Andromaca, le cui nozze con Pirro si avvicinano, confida a Eleno di volersi togliere la vita subito dopo il matrimonio, sottraendosi così a un legame che profanerebbe la sua unione con Ettore e lasciando il figlio in buone mani. Eleno, segretamente innamorato della donna troiana, avverte il sovrano epirota delle sue intenzioni; questi, allora, capisce di non poter costringere Andromaca a un vincolo forzato, e la lascia partire in compagnia di Astianatte ed Eleno.
Pirro, che è a conoscenza del complotto di Ermione e Oreste, acconsente alle nozze con la promessa sposa - cosicché, per Oreste, la punizione coinciderà con la privazione della donna amata -, e rende Telemaco ad Ulisse. Ognuno riguadagna la propria patria, rallegrandosi del lieto scioglimento degli eventi. Il solo Oreste « nel gaudio comun » sospira.

## Edizione di riferimento
- Aposto Zeno, Andromaca, in Drammi scelti (a cura di M. Fehr), Bari, Laterza, 1929, pp. 191–248